# كاثي آكر
كاثي آكر (بالإنجليزية: Kathy Acker) (و. 1947 – 1997 م) هي شاعرة، وروائية، وكاتِبة، وأستاذة جامعية، ومقالاتية أمريكية، ولدت في نيويورك، توفيت في تيخوانا، عن عمر يناهز 50 عاماً، بسبب سرطان، وسرطان الثدي.

## التعليم
تعلمت في جامعة مدينة نيويورك، وجامعة كاليفورنيا، سان دييغو، وجامعة برانديز.

## وصلات خارجية
- كاثي آكر على موقع IMDb (الإنجليزية)
- كاثي آكر على موقع الموسوعة البريطانية (الإنجليزية)
- كاثي آكر على موقع ألو سيني (الفرنسية)
- كاثي آكر على موقع ميوزك برينز (الإنجليزية)
- كاثي آكر على موقع أول موفي (الإنجليزية)
- كاثي آكر على موقع قاعدة بيانات الأفلام السويدية (السويدية)
- كاثي آكر على موقع إن إن دي بي (الإنجليزية)
- كاثي آكر على موقع ديسكوغز (الإنجليزية)
- كاثي آكر على موقع قاعدة بيانات الفيلم (الإنجليزية)
- كاثي آكر على موقع كينوبويسك (الروسية)